# Bonny Lovy
Oscar Mario Paz Hurtado (Santa Cruz de la Sierra, 27 de agosto de 1991), conocido artísticamente como Bonny Lovy, es un cantante, ingeniero de sonido y productor musical boliviano. Su música combina géneros como el reggaetón, el pop y el R&B, y ha logrado conquistar a millones de fans en todo el mundo.
Es el boliviano con más reproducciones en plataformas digitales como YouTube y Spotify. Su tema más popular es “Cumbia boliviana”, que cuenta con la colaboración de la joven charanguista Luciel Izumi, y que fue número uno en las tendencias musicales de Apple Music, Spotify y Deezer.
Ha sido reconocida como "Artista Masculino del Año" en los Bolivia Music Awards durante dos años consecutivos, desde 2021 hasta 2022. Además, sus éxitos, como "La cumbia Boliviana" en 2021 y "Loco de Jhoel" en 2022, fueron distinguidos como la mejor canción en sus respectivos años.

## Carrera artística
Desde niño mostró su interés por la música y aprendió a tocar varios instrumentos con la ayuda de su tío Roger, que era productor musical. A los nueve años grabó su primer disco, “Un rayo de esperanza”, con canciones religiosas. A los once años participó en el programa infantil Unitoons, donde ganó popularidad y realizó varias giras por Bolivia y otros países. También representó a Bolivia en concursos internacionales como Código Fama en México y Show Match en Argentina.
A los 18 años se trasladó a Puerto Rico para estudiar ingeniería de sonido en la Universidad de Cinematografía, Artes y Televisión. Allí se graduó con honores y comenzó a trabajar en la industria publicitaria y musical. Adoptó el nombre de Bonny Lovy y lanzó su primer sencillo como solista, “Hola qué tal”, en el 2011. Desde entonces ha publicado varios éxitos como “Muchachita”, “Enamorado”, “Insomnio” y “La cumbia boliviana”, que han alcanzado millones de reproducciones en plataformas digitales como YouTube y Spotify.
El 25 de mayo de 2018, Bonny Lovy y la banda de pop urbano Alkilados estrenaron la canción "Tu mamá" en ritmo de reguetón, material que habían estado preparando desde marzo. Esta colaboración se gestó a raíz de la amistad entre los artistas, que se consolidó en el festival Heat (HTV) en Perú, el año anterior.Posteriormente, el 30 de agosto, alcanzaron el primer lugar en el Hot ranking de HTV, lo que representó un logro significativo en la escena musical latina, considerando la relevancia e influencia de este conteo a nivel continental.
El 29 de octubre de 2021, recibió un reconocimiento de la Asamblea Legislativa Plurinacional de Bolivia por su aporte a la música boliviana y por mostrar la diversidad cultural del país. El reconocimiento fue entregado por la diputada María Pachacute, miembro de la Comisión de Pueblos Indígenas, Culturas e Interculturalidad de la Cámara de Diputados. Ese mismo año, entre los más de 100 artistas nominados a los “Bolivia Music Awards”, Bonny Lovy se destacó como el mejor artista masculino del año, mientras que la cumbia boliviana fue la canción más votada por el público.
En el 2022, Bonny Lovy fue el boliviano más escuchado del país y además selló su incorporación a Warner Music Argentina, tras firmar un contrato con los ejecutivos de esa compañía discográfica.
Con motivo del 197 aniversario de independencia de Bolivia, Bonny Lovy presentó en agosto de 2022 el videoclip de su versión de “Viva mi patria Bolivia”, una canción patriótica de Apolinar Camacho. El video mostraba al cantante en diferentes lugares emblemáticos de Santa Cruz y La Paz, así como la diversidad cultural de Bolivia. La artista Luciel Izumi colaboró con Bonny Lovy en esta producción musical. La canción conservaba la cueca como ritmo principal, pero incorporaba nuevos instrumentos, como el charango, que le daban un toque diferente.
A finales del 2022 anunció su gira por Europa, a la que denominó “EuroTour 2023 By Bonny Lovy”. El artista visitó las ciudades de Valencia, Murcia, Bilbao, Madrid y Barcelona en España; Ginebra en Suiza; y Milán y Bérgamo en Italia. El objetivo de su gira fue promocionar su música y mostrar la diversidad cultural de Bolivia.
En septiembre de 2023, Bonny Lovy, Chila Jatun, Lu de la Tower y Luciel Izumi colaboraron para lanzar la canción "Juntos Sonamos Más Fuerte", una melodía que resalta la diversidad de Bolivia y es una mezcla de cumbia y salay, géneros característicos de Bolivia.
En marzo de 2025, unió fuerzas con Luis Vega y Corona para presentar Mi Debilidad, una canción en ritmo de salsa que fue grabada con el Museo de Historia de Santa Cruz como escenario del videoclip.  El tema fue publicado en plataformas digitales y registró 11.000 visualizaciones en YouTube en sus primeras 12 horas.

## Controversias
En 2020 lanzó una línea de cuadernos ecológicos con su imagen y letras de sus canciones, en colaboración con la empresa estatal Papelbol. Sin embargo, en 2021, una concejala denunció que una de las frases impresas en los cuadernos era machista y violenta, al decir: «Ay esa muchachita cuando yo la veo caminar, ella se pasa frente a casa y yo que soy una amenaza ya verá lo que pasa». La frase pertenece a la canción Muchachita, que Bonny Lovy publicó en 2015. Papelbol se defendió diciendo que el texto no tenía intención de incitar a la violencia y que el material había sido bien recibido por la juventud.
En 2021, el Movimiento al Socialismo (MAS), partido político que ganó las elecciones presidenciales en Bolivia, se negó a que la Cámara de Diputados le hiciera un homenaje al cantante y productor musical Bonny Lovy por su trayectoria artística. La razón de la negativa fue que Bonny Lovy había apoyado al gobierno transitorio de Jeanine Áñez en 2020 y había aparecido en fotografías con ella y con su hija Carolina Ribera para concientizar respecto a la pandemia. El diputado Gualberto Arispe, representante del MAS, lo tildó de “golpista” y dijo que no merecía el reconocimiento. Sin embargo, la oposición al MAS logró conseguir los votos necesarios para aprobar el homenaje y reconocer la labor de Bonny Lovy como artista boliviano.
En 2022, Bonny Lovy generó polémica con un video en sus redes sociales, en el que adelantaba su próximo tema “Loco de remate”. En el video, se veía al artista y sus amigos bebiendo alcohol y cantando una letra sobre una decepción amorosa, con insultos y gestos obscenos. El artista explicó que el alcohol era parte de la producción del tema y que quería capturar voces reales de sus amigos. El video tuvo miles de reproducciones y comentarios, algunos críticos y otros favorables.

### Enfrentamiento contra Alejandro Delius
En marzo de 2022, el cantante Alejandro Delius y Bonny Lovy se enzarzaron en una disputa en redes sociales cuando Delius se burló de la forma de cantar de Lovy y criticó a sus seguidores, a quienes calificó de perfiles falsos. Bonny Lovy respondió a las críticas de Delius invitándolo a uno de sus conciertos, propuesta que fue rechazada. Posteriormente, Delius lo bloqueó en redes sociales, y Lovy dio por finalizado el intercambio calificándolo de desconocido y mentalmente inestable.
En julio de 2023, ambos artistas se vieron envueltos en un nuevo enfrentamiento a través de las redes sociales. Durante una entrevista, Delius criticó la propuesta musical de Bonny Lovy, calificándolo de “payaso” y “mamarracho”, y señaló que su canción Muchachita, aunque le parecía aceptable, era más apropiada para un público adolescente. Bonny Lovy respondió a través de Facebook, instando a Alejandro Dellius a buscar a Dios para liberar lo negativo de su corazón y deseándole éxito en su carrera. Dellius, sin embargo, continuó la disputa, insinuando que Lovy era adicto a las drogas y desestimando su consejo.

## Sencillos
| - Reina de París (2011) - Desde que la vi (2015) - Pamela (2015) - Enamorado (2016) - Que No que Na (2016) - Quién Será (2016) - Muchachita (2016) - Ando (2016) - Noche en Hawaii (feat. Mike Bahía) (2017) - No es Negocio (feat. Japiaguar) (2017) - Dura (2018) - Tu mamá (2018) | - Ella me persigue (feat. Alkilados) (2018) - Insomnio (feat. Danny Paz) (2019) - Baby (feat. Jorsh) (2020) - Juguete (2020) - Pinche Party (2020) - Alegría (feat. Víctor Cardenas) (2020) - Pa Bailar (2020) - Perdido (feat. Danny Paz) (2021) - La Cumbia Boliviana (feat. Luciel Izumi) (2021) - Loco de Remate (2022) - Palomitay (2022) - Viva Mi Patria Bolivia (2022) | - Juntos Sonamos Más Fuertes (feat. Chila Jatun, Lu de la Tower y Luciel Izumi) (2023) - Tu Gallito (2024) - Se va al mundial (2024) - ¡Que Viva La Vida! (2024) - Club Deportivo San Antonio de Bulo Bulo (2024) - Otra Noche (feat. Yarit) (2024) - Bonny Loko (2024) - Sufro (feat. Corona) (2024) - Insomnio (feat. Danny Paz) (2025) - My Lova (feat. Flavia Laos) (2025) - Mi Debilidad (feat. Luis Vega y Corona) (2025) - Pica, Pica (Remix) (feat. Amor Sagrado y Grupo La Pantera) (2025) |

## Premios y nominaciones

### Bolivia Music Awards
| Año  | Categoría                        | Trabajo                   | Resultado | Ref.   |
| ---- | -------------------------------- | ------------------------- | --------- | ------ |
| 2021 | Canción Del Año                  | La Cumbia Boliviana       | Ganador   | [ 5 ]  |
| 2021 | Video Del Año                    | La Cumbia Boliviana       | Nominado  | [ 5 ]  |
| 2021 | Mejor Colaboración Internacional | Amor Amor                 | Nominado  | [ 5 ]  |
| 2021 | Mejor Artista Urbano             | Él mismo                  | Nominado  | [ 5 ]  |
| 2021 | Artista Masculino Del Año        | Él mismo                  | Ganador   | [ 5 ]  |
| 2022 | Reedición del año                | Viva mi patria Bolivia    | Nominado  | [ 6 ]  |
| 2022 | Canción Del Año                  | Loco de Remate            | Ganador   | [ 6 ]  |
| 2022 | Video Del Año                    | Loco de Remate            | Nominada  | [ 6 ]  |
| 2022 | Mejor Artista Urbano             | Él mismo                  | Nominado  | [ 6 ]  |
| 2022 | Artista Masculino Del Año        | Él mismo                  | Ganador   | [ 6 ]  |
| 2023 | Video del Año                    | Tu Gallito                | Nominado  | [ 38 ] |
| 2023 | Mejor Artista Pop                | Él mismo                  | Nominado  | [ 38 ] |
| 2023 | Mejor Artista Urbano             | Él mismo                  | Ganador   | [ 38 ] |
| 2023 | Mejor colaboración               | Tu Gallito                | Nominado  | [ 38 ] |
| 2023 | Mejor colaboración               | Juntos Sonamos Más Fuerte | Ganador   | [ 38 ] |
| 2023 | Artista Masculino Del Año        | Él mismo                  | Nominado  | [ 38 ] |
| 2024 | Mejor Artista Urbano             | Él mismo                  | Nominado  | [ 39 ] |
| 2024 | Artista Masculino Del Año        | Él mismo                  | Nominado  | [ 39 ] |

### Premios Núcleo Urbano
| Año  | Categoría                   | Trabajo  | Resultado | Ref.   |
| ---- | --------------------------- | -------- | --------- | ------ |
| 2016 | Artista de redes sociales   | Él mismo | Ganador   | [ 40 ] |
| 2016 | Nuevo Artista Internacional | Él mismo | Ganador   | [ 40 ] |
| 2017 | Artista de redes sociales   | Él mismo | Nominado  | [ 41 ] |